# Stadion im. Atatürka w Balıkesir
Stadion im. Atatürka – wielofunkcyjny stadion w Balıkesir, w Turcji. Został otwarty w 1953 roku. Może pomieścić 15 800 widzów. Swoje spotkania rozgrywają na nim piłkarze klubu Balıkesirspor.